# Harry Potter: Svjetsko prvenstvo u metloboju
Harry Potter: Svjetsko prvenstvo u metloboju jest videoigra koja se bavi imaginarnim sportom metlobojem. Igrač igra u jednoj od četiri Hogwartske ekipe (Gryffindori, Slytherini, Hufflepuffi ili Ravenclawi), a nakon završetka sezone igra na Svjetskom prvenstvu u metloboju na kojem se natječu SAD, Engleska, Francuska, Njemačka, Skandinavija, Japan, Španjolska, Australija i Bugarska.

## Poznati likovi
- Harry Potter
- Draco Malfoy
- Cho Chang
- Cedric Diggory
- Viktor Krum

## Članovi ekipa
U knjigama nisu imenovani svi članovi metlobojskih ekipa pa je videoigra "popunila praznine":  

### Gryffindori
- Alicia Spinnet (lovac)
- Angelina Johnson (lovac)
- Katie Bell (lovac)
- Fred Weasley (gonič)
- George Weasley (gonič)
- Oliver Wood (vratar)
- Harry Potter (tragač)

### Ravenclawi
- Roger Davies (lovac)
- Jeremy Stretton (lovac)
- Randolph Burrow (lovac)
- Duncan Inglebee (gonič)
- Jason Samuels (gonič)
- Grant Page (vratar)
- Cho Chang (tragač)

### Hufflepuffi
- Tamsin Appleby (lovac)
- Malcolm Preece (lovac)
- Heidi MaCavoy (lovac)
- Maxine O'Flaherty (gonič)
- Anthony Rickett (gonič)
- Herbert Fleet (vratar)
- Cedric Diggory (tragač)

### Slytherini
- Marcus Flint (lovac)
- Adrian Pucey (lovac)
- Graham Montague (lovac)
- Lucian Bole (gonič)
- Peregrin Derrick (gonič)
- Kevin Bletchley (vratar)
- Draco Malfoy (tragač)